# Laà
Pour les articles homonymes, voir Laa (homonymie).

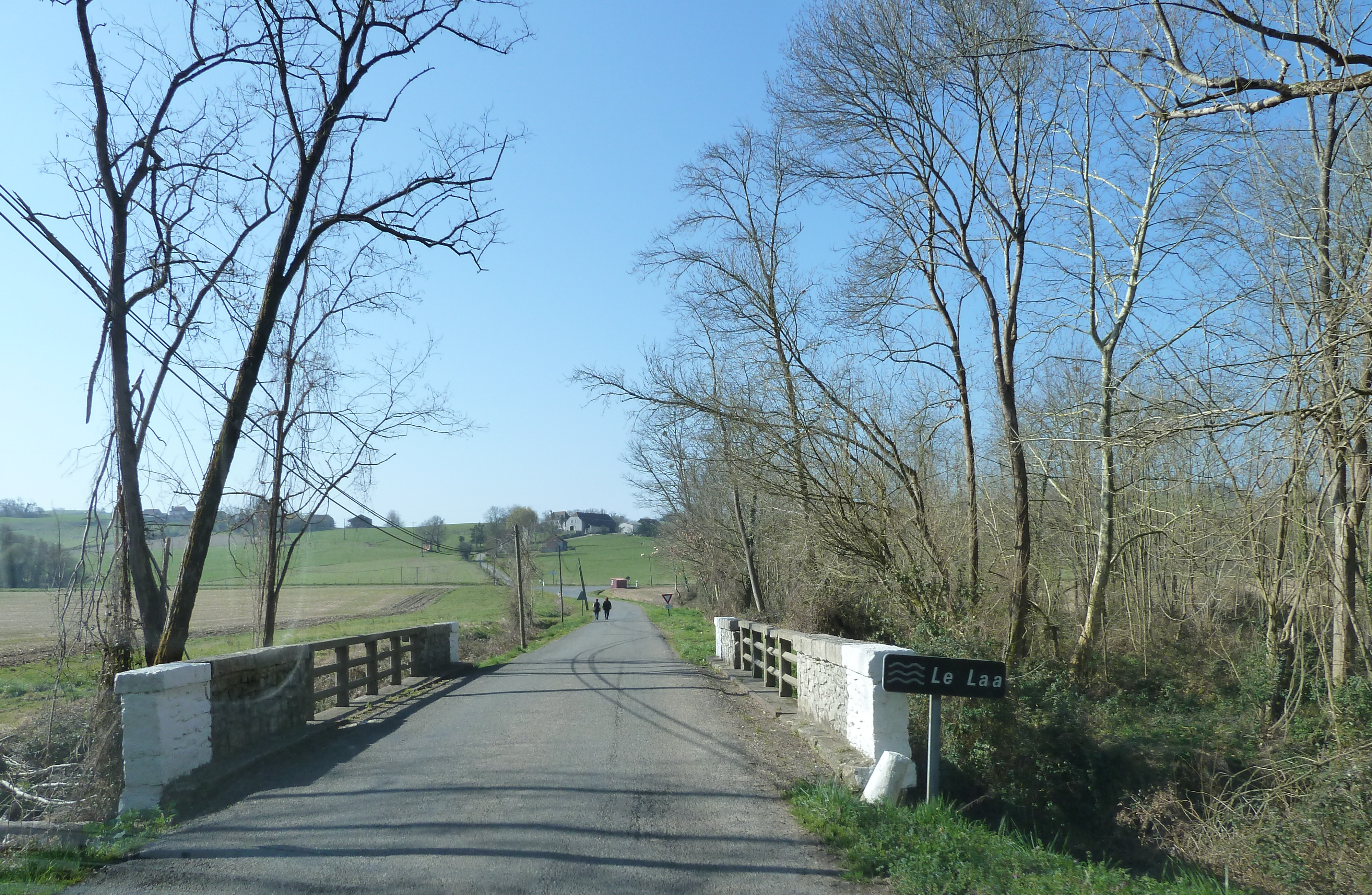
Le Laà vers Loubieng.

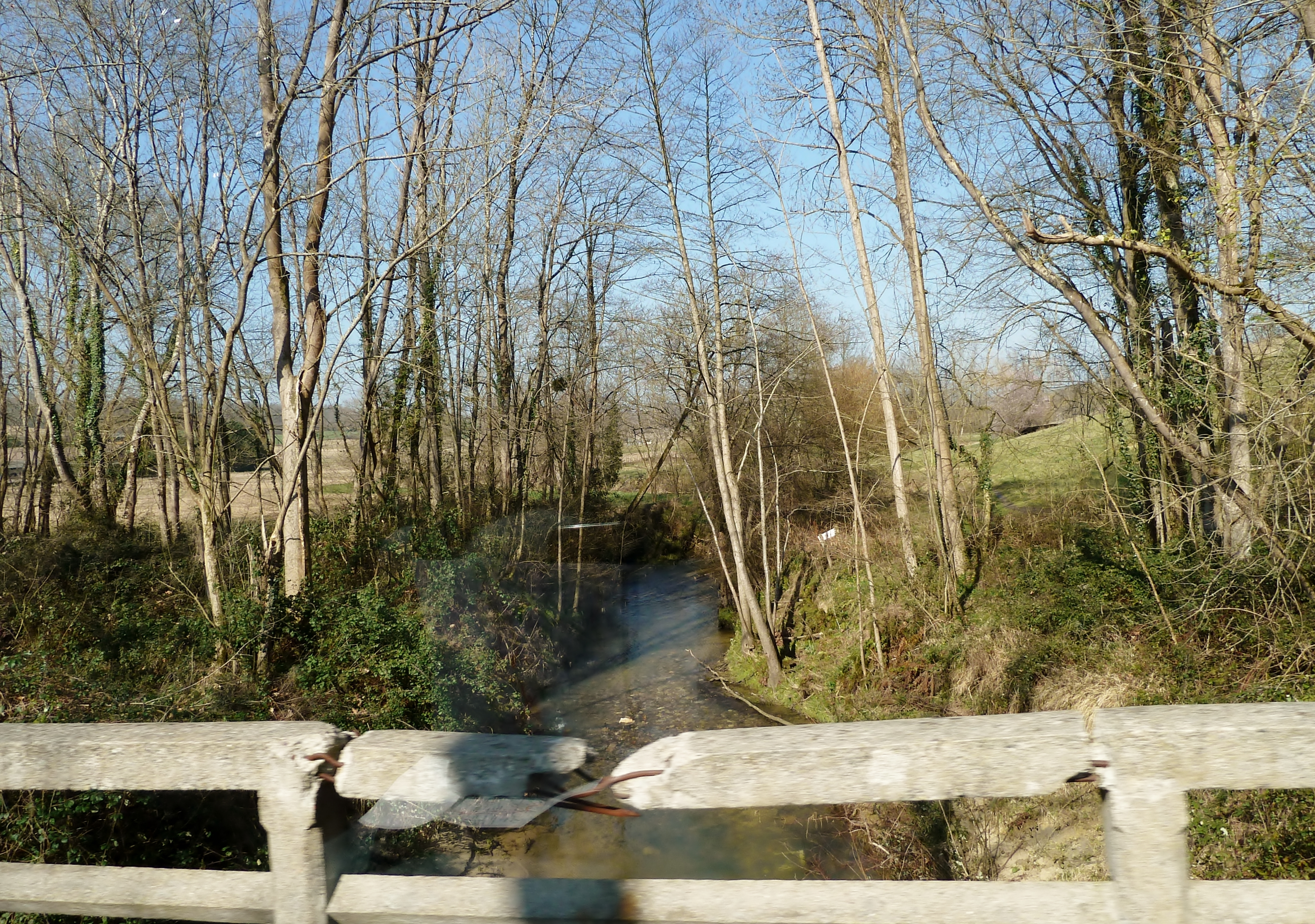
Le Laà vers Loubieng, vue de la rivière.

Le Laà (ou Làa, Lar, Laar, Larr) est une rivière des Pyrénées-Atlantiques, en France, et un affluent gauche du gave de Pau, dans lequel il se jette à Sainte-Suzanne (Orthez), entre le Geü et le gave d'Oloron. On donne à son cours supérieur le nom de Larrus.

## Étymologie
Laà, anciennement Lar, est l'évolution gasconne du basque larre 'lande'. Sa vallée était appelée Larbaig.
Larrus est le même nom affecté du suffixe diminutif -uç.
La commune de Laà-Mondrans lui doit son nom.

## Géographie
Le Laà naît à l'est d'Ogenne-Camptort, puis s'écoule au nord-ouest vers Orthez. 
La vallée de Larbaig tire également son nom du Laà, qui l'arrose. Elle comprend Aragnon (hameau de Sainte-Suzanne), Biron, Castetner, Départ (quartier d'Orthez), Laà-Mondrans, Lanneplaà, Loubieng, les Marmons (quartier d'Orthez), Maslacq, Montestrucq, Ozenx, Sainte-Suzanne et Sauvelade. 
Le Larbaig était en 1385 le siège d'un bailliage qui avait Castetner pour chef-lieu, et siège du notaire.

### Département et communes traversés
Pyrénées-Atlantiques : Laà-Mondrans, Lagor, Loubieng, Lucq-de-Béarn, Maslacq, Sauvelade, Vielleségure.

### Principaux affluents
- (G) les Sallières, à Sauvelade, de Vielleségure
- (G) le Laàs ou ruisseau de Mesplaterre, en amont de Loubieng
- (D) l'Arrieu Sec de Castetner
- (G) l'Ozenx, d'Ozenx-Montestrucq
- (G) le ruisseau des Moulins de L'Hôpital-d'Orion et Lanneplaà

### Occupation des sols
Les espaces agricoles y sont dominants avec 78.2 %, les espaces naturels et forêts représentent 20.9 % et les espaces artificialisés 0.6 %.